# هيو سميث
هيو سميث (بالإنجليزية: Hugh McCormick Smith)‏ (و. 1865 – 1941 م) هو عالم أسماك، من الولايات المتحدة الأمريكية، ولد في واشنطن العاصمة، توفي عن عمر يناهز 76 عاماً.

## التعليم
تعلم في جامعة جورجتاون.